# Robert Adamson (fotograf)
Robert Adamson (26. dubna 1821 St Andrews – 14. ledna 1848 St Andrews) byl skotský chemik a průkopnický fotograf.

## Život a dílo
Narodil se 26. dubna 1821 ve skotském St Andrews jako syn farmáře Alexandra Adamsona. Díky svému bratrovi Johnovi a fyzikovi Davidu Brewsterovi z Univerzity v St Andrews se seznámil s procesem kalotypie. Brewster si dopisoval s Williamem Foxem Talbotem, který chtěl mít někoho ve Skotsku, kdo by prováděl jeho metodu a konkuroval tak daguerrotypisům. Brewster a John Adamson naučili kalotypii Roberta, který se v květnu 1843 otevřením vlastního portrétního studia, stal prvním profesionálním kalotypistou v Edinburghu. V témže roce byl najat do firmy Davida Octavia Hilla (1802–1870), malíře romantické skotské krajiny a fotografa.
Dne 18. května 1843 v Edinburghu podepsala Nonkonformistická skotská církev (1843–1900) prohlášení o nezávislosti. David Octavius Hill, který byl této události přítomen, se rozhodl ji navždy připomenout, a proto namaloval skupinový portrét 474 duchovních, kteří se pod prohlášení podepsali. Brewster, který věřil, že realizace stovek charakteristických skic je obtížný úkol, navrhl Hillovi spolupráci s Robertem Adamsonem. Obraz měl být založen na fotografiích jednotlivců. Adamson a Hill pracovali v ateliéru a na venkovním prostředí s pozadím několika modelů nábytku. Hill organizoval umělecký projekt a fotografoval, zatímco Adamson pracoval s obsluhou kamery a vyvolával fotografie. Hill s Adamsonem úkol dokončili na konci roku 1843. Jejich portréty se vyznačují zachovaným dojmem přirozenosti. Akvarelista John Harden tento obraz přirovnal k dílům Rembrandta.
Hill a Adamson spolu následně vytvořili duo. Prostřednictvím Hillových známých Adamson ve svém ateliéru fotografoval zástupce vysokých společností Edinburghu. V roce 1844 chtěli vydat několik publikací se svými fotografiemi: The Fishermen and Women of the Firth of Forth, Highland Character and Costume, Architectural Structures of Edinburgh, Architectural Structures of Glasgow, & c., Old Castles, Abbeys,& c. in Scotland a Portraits of Distinguished Scotchmen; nakonec ale nikdy zveřejněny nebyly. V letech 1843–1845 vytvořili asi 130 fotografií rybářů v Newhavenu, které jsou považovány za jedny z jejich vrcholných děl. Jedná se také o jedno z prvních využití fotografie dokumentace společensko-sociálního prostředí. Až do Adamsonovy náhlé smrti v roce 1848, spolu Adamson a Hill od roku 1843 vytvořili více než 1000 portrétů a celou řadu pohledů na Edinburgh. Poté už Hill nebyl tak plodný a upadl do zapomnění.
V 90. letech 19. století fotograf James Craig Annan (syn Thomase Annana) hlubotiskem vytiskl několik Hillových a Adamsonových fotografií, které pak prošly posouzením různých umělců. Pozitivně o nich hovořil například James Whistler. V roce 1905 a 1912 se o nich zmínil Alfred Stieglitz ve svém časopise Camera Work. K další popularizaci úspěchů Hilla a Adamsona přispěl ve své monografii v roce 1931 Heinrich Schwarz. Adamsonovy fotografie jsou také součástí sbírky Fotografis, která byla představena na začátku roku 2009 v Praze.

## Galerie

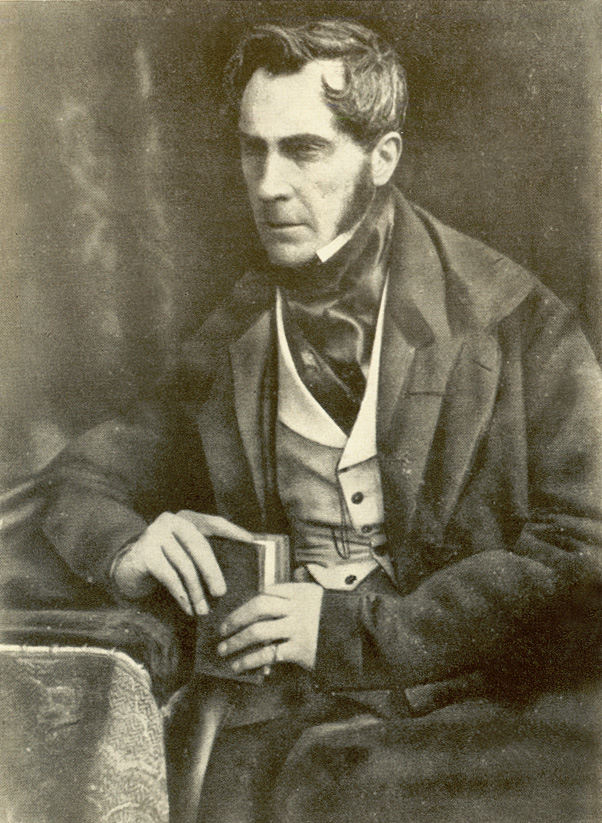
Hill & Adamson: Kalotypie
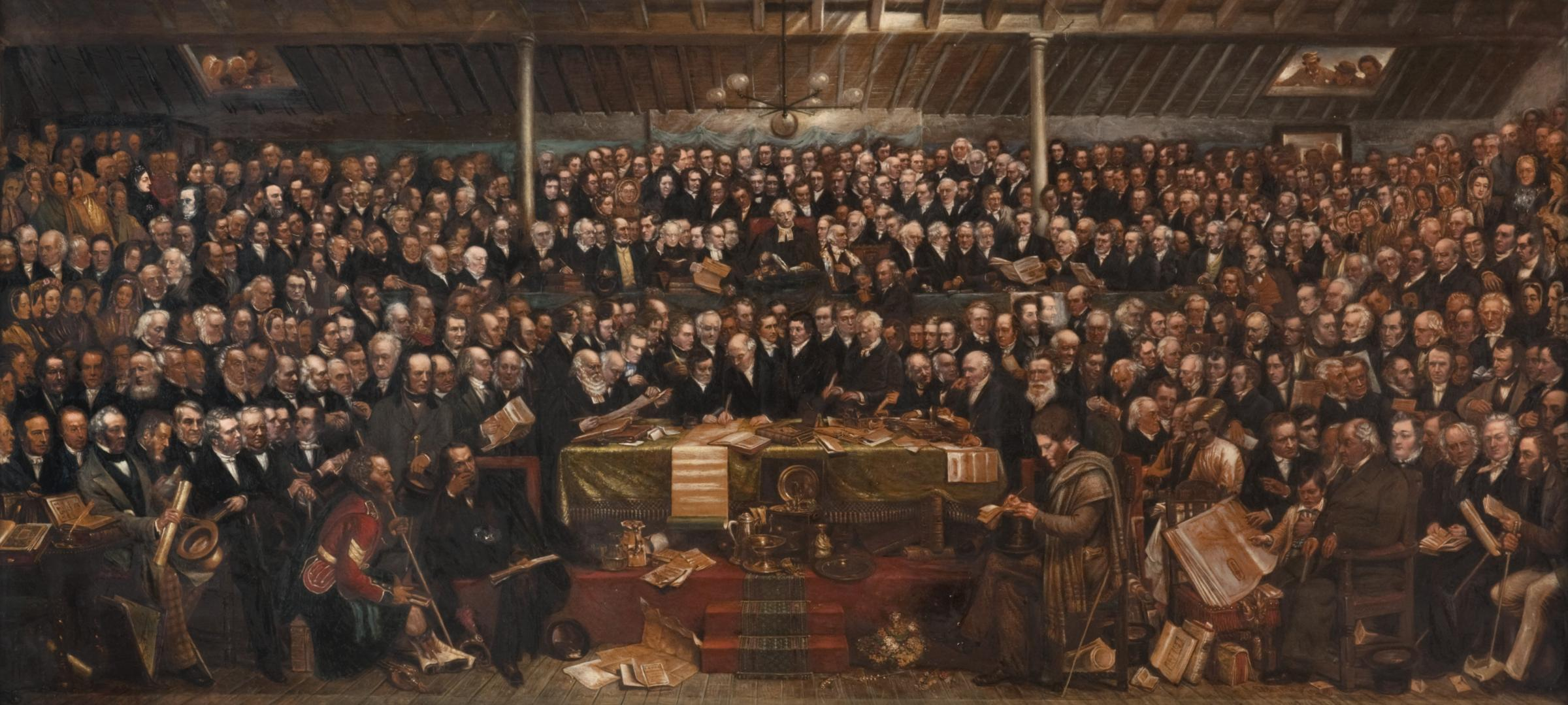
Hillova malba zakladatelů skotské volné církve, 1843
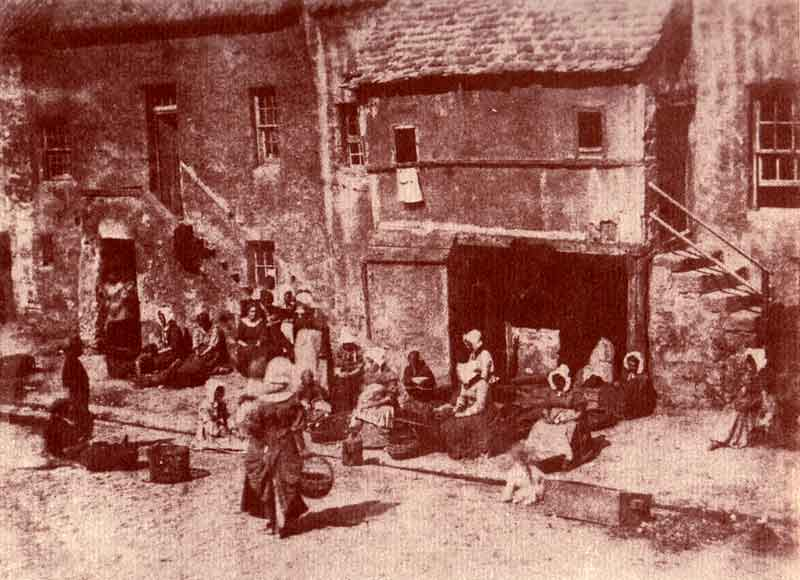
Hill & Adamson: Rybářské ženy, St Andrews
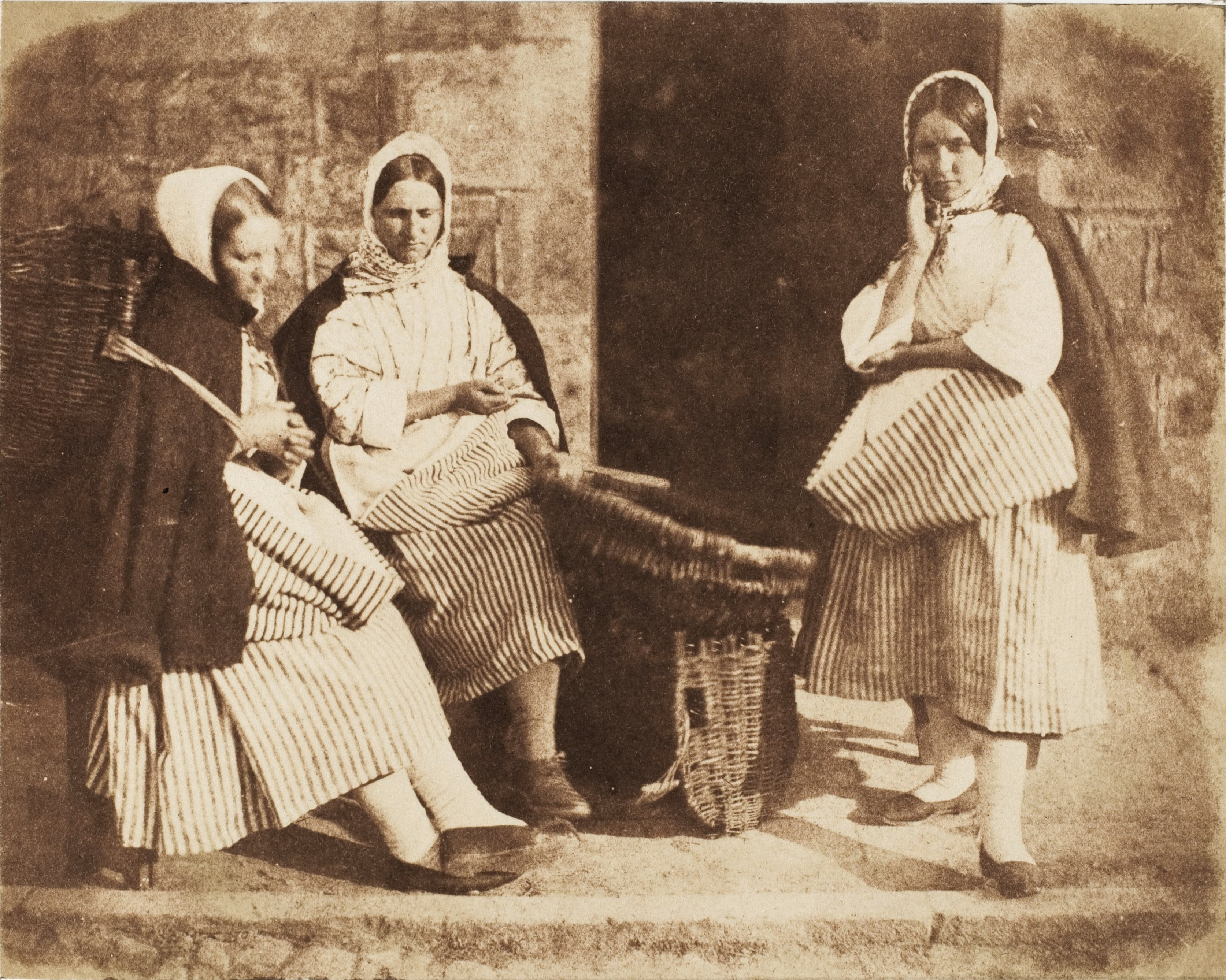
Hill & Adamson: Rybářské ženy, Newhaven
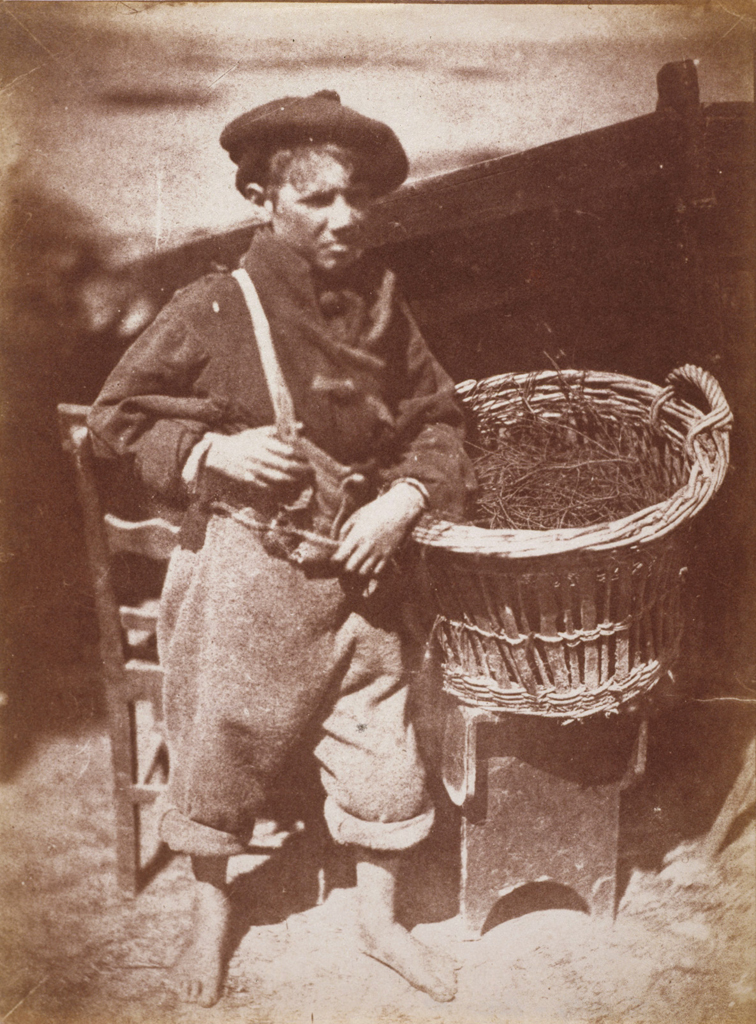
Hill & Adamson: His Faither's Breeks, chlapec z Newhavenu, 1843–1847; ze sbírky Skotských národních galerií
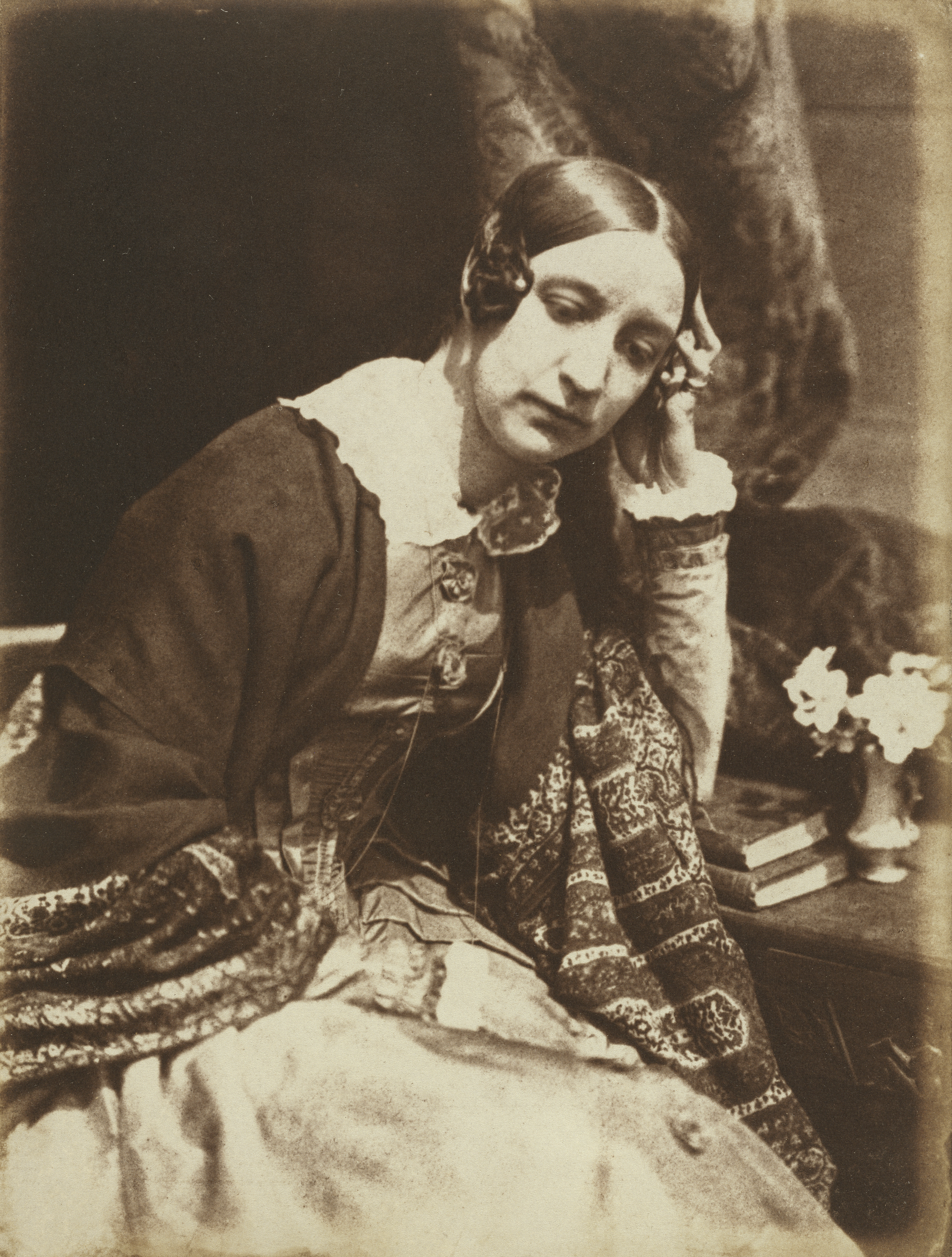
Hill & Adamson: Elizabeth Eastlake, asi 1847